# تولپریسون
تولپریسون (انگلیسی: Tolperisone) یک شل کننده عضلات اسکلتی با اثر مرکزی است که برای درمان افزایش تون عضلانی مرتبط با بیماری های عصبی استفاده می شود.

## کاربرد پزشکی
تولپریسون برای استفاده در درمان افزایش پاتولوژیک تون عضله اسکلتی ناشی از بیماری‌های عصبی (آسیب به دستگاه هرمی، مولتیپل اسکلروزیس، میلوپاتی، آنسفالومیلیت) و فلج اسپاستیک و سایر انسفالوپاتی‌هایی که با دیستونی عضلانی آشکار می‌شوند، توصیه می‌شود.
سایر کاربردهای احتمالی عبارتند از:
- اسپوندیلوز
- اسپوندیل آرتروز
- سندرم های گردنی و کمری
- آرتروز مفاصل بزرگ
- از بین بردن آترواسکلروز عروق اندام
- آنژیوپاتی دیابتی
- ترومبوآنژیت انسدادی
- سندرم رینود

## عوارض جانبی
عوارض جانبی در کمتر از ۱ درصد بیماران رخ می دهد و شامل ضعف عضلانی، سردرد، افت فشار خون شریانی، حالت تهوع، استفراغ، سوء هاضمه و خشکی دهان است. همه اثرات برگشت پذیر هستند. واکنش های آلرژیک در کمتر از ۰.۱ درصد بیماران رخ می دهد و شامل بثورات پوستی، کهیر، ادم کوئینکه و در برخی موارد شوک آنافیلاکتیک است.

## تداخلات
این دارو پتانسیل قابل توجهی برای تداخل با سایر داروهای دارویی ندارد. نمی توان رد کرد که ترکیب با سایر شل کننده های عضلانی با اثر مرکزی، بنزودیازپین ها یا داروهای ضد التهابی غیر استروئیدی (NSAIDs) ممکن است کاهش دوز را در برخی از بیماران ضروری کند.

## فارماکولوژی

### مکانیسم عمل
تولپریسون یک شل‌کننده عضلانی با اثر مرکزی است که با مسدود کردن کانال‌های سدیم و کلسیم تحت ولتاژ در ساختار شبکه‌ای در ساقه مغز عمل می‌کند.

### فارماکوکینتیک
تولپریسون تقریباً به طور کامل از روده جذب می شود و پس از ۱.۵ ساعت به حداکثر غلظت پلاسمایی خون می رسد. به طور گسترده در کبد و کلیه متابولیزه می شود. این ماده در دو مرحله از طریق کلیه ها دفع می شود. اولی با نیمه عمر دو ساعت و دومی با نیمه عمر ۱۲ ساعت